# Cezary Tomczyk

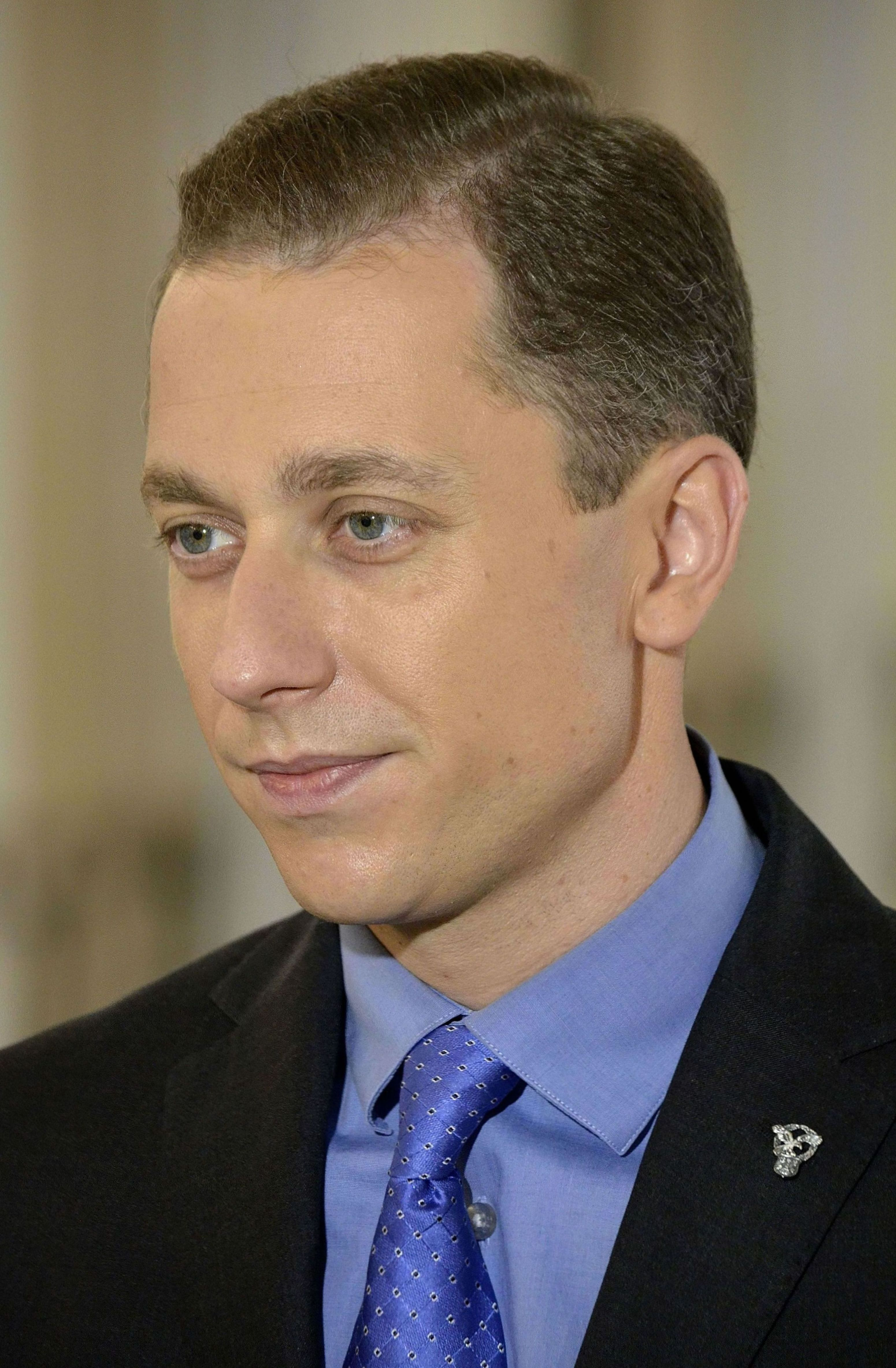
Cezary Tomczyk (2015)

Cezary Tomczyk (* 25. August 1984 in Gryfice) ist ein polnischer Politiker der Platforma Obywatelska (Bürgerplattform).
Cezary Tomczyk wuchs in Sieradz auf. Er studierte an der Universität Warschau, die er mit einem Diplom für Politikwissenschaft verließ. Bei den vorgezogenen Parlamentswahlen 2007 trat Tomczyk im Wahlbezirk 11 Sieradz an und konnte mit 8169 Stimmen ein Mandat für den Sejm erringen. Er begann dort die Arbeit in den Kommissionen für nationale Verteidigung und für Staatskontrolle. Letztere beendete er im Januar 2009 und wurde stattdessen Mitglied in der Kommission für öffentliche Finanzen.
Im Jahr 2015 war Cezary Tomczyk für ein paar Monaten, als Regierungssprecher in der Regierung von Ministerpräsidentin Ewa Kopacz tätig. Am 25. September 2020 war Tomczyk zum neuen Fraktionschef von Koalicja Obywatelska im polnischen Parlament gewählt. Seit 14. Dezember 2023 bekleidet er das Amt des stellvertretenden Verteidigungsministers im Kabinett Tusk III.